# Winston Bogarde
Winston Bogarde (Rotterdam, 1970. október 22. –) holland labdarúgó, pályafutása alatt megfordult holland, olasz, spanyol és angol csapatokban is.

## Sikerei, díjai
AFC Ajax
- Holland bajnokság (2): 1994–95, 1995–96
- Holland szuperkupa (1): 1995
- UEFA-bajnokok ligája (1): 1994–95
- UEFA-szuperkupa (1): 1995
- Interkontinentális kupa (1): 1995

 FC Barcelona
- Spanyol bajnokság (2): 1997–98, 1998–99
- Spanyol labdarúgókupa (1): 1997–98
- UEFA-szuperkupa (1): 1997

## Külső hivatkozások
- Soccernet Archiválva 2012. február 4-i dátummal a Wayback Machine-ben
- Winston Bogarde profilja és statisztikái a Wereld van Oranje-en (hollandul)